# José Pratas
José Pratas (Évora, 6 de outubro de 1957 - Évora, 1 de outubro de 2017) foi um árbitro português.
José Pratas esteve na primeira categoria nacional entre 1988-1989 e 2002-2003, arbitrando cerca de 200 jogos na Primeira Liga, tendo arbitrado também a final da Taça de 1993-1994.
Foi árbitro internacional entre 1993 e 2002, retirando-se da arbitragem em 2003. O fim da carreira do árbitro foi anunciado a 31 de dezembro de 2002, tendo arbitrado o seu último jogo na Póvoa de Varzim, num Varzim-FC Porto. Quando morreu, em 2017, era observador do Conselho de Arbitragem da Federação Portuguesa de Futebol.
Segundo a Liga Portuguesa de Futebol Profissional, foi "um dos árbitros que mais engrandeceu a classe. José Pratas representava uma geração de árbitros que teve grande relevância no desenvolvimento do futebol profissional."
Morreu na madrugada de 1 de Outubro de 2017, aos 59 anos, no Hospital do Espírito Santo, em Évora, vítima de doença prolongada.